# The Detective's Stratagem
The Detective's Stratagem è un cortometraggio muto del 1913. Il nome del regista non viene riportato nei credit del film che ha come soggetto una storia firmata da John J.A. Gibney.

## Produzione
Il film fu prodotto dalla Biograph Company. Tra gli interpreti, in un piccolo ruolo, appare il nome di Raoul Walsh (che sarebbe poi diventato uno dei più famosi registi di Hollywood), il quale partecipò anche alla produzione del film.

## Distribuzione
Distribuito dalla General Film Company, il film - un cortometraggio in una bobina - uscì nelle sale cinematografiche USA il 20 novembre 1913.